# Noémie Kober
Pour les articles homonymes, voir Kober.
Noémie Kober, née le 15 décembre 1993 à Grenoble, est une rameuse d'aviron française.

## Carrière
En septembre 2015, elle se qualifie avec Marie Le Nepvou pour l'épreuve de deux sans barreur des Jeux olympiques d'été de 2016.
Elle est nommée rameuse française de l'année 2015 à la suite de cette qualification et du titre de championne de France de deux sans barreur.

## Palmarès

### Jeux olympiques
- Demi-finaliste en deux sans barreur féminin aux Jeux olympiques d'été de 2016 avec Marie Le Nepvou

### Jeux olympiques de la jeunesse
- 2010 à Singapour
  -  Médaille de bronze en skiff

### Championnats du monde junior
- 2010 à Račice
  -  Médaille d'or en deux de couple